# Anna Stojan
Anna Jewgenjewna Stojan (russisch Анна Евгеньевна Стоян; englisch Anna Stoyan; * 18. Februar 1993 in Leninogorsk, Oblast Ostkasachstan) ist eine ehemalige kasachische Skilangläuferin.

## Werdegang
Stojan startete international erstmals im Januar 2011 bei den Nordischen Junioren-Skiweltmeisterschaften 2011 in Otepää. Dort belegte sie den 38. Platz im Skiathlon und den neunten Rang mit der Staffel. Im folgenden Jahr errang sie bei den Nordischen Junioren-Skiweltmeisterschaften 2012 in Erzurum den 33. Platz im Sprint, den 18. Platz über 5 km klassisch und den achten Platz mit der Staffel. Zu Beginn der Saison 2012/13 debütierte sie in Gällivare im Skilanglauf-Weltcup und kam dabei auf den 18. Platz mit der Staffel. Ihre besten Ergebnisse bei den Nordischen Junioren-Skiweltmeisterschaften 2013 in Liberec waren der 21. Platz über 5 km Freistil und der 11. Rang mit der Staffel. Im Februar 2013 belegte sie bei den Nordischen Skiweltmeisterschaften 2013 im Fleimstal den 60. Platz im Sprint, den 21. Rang im Teamsprint und den 15. Platz mit der Staffel. Zu Beginn der Saison 2013/14 errang sie bei der Nordic Opening in Kuusamo den 86. Platz und bei der Winter-Universiade 2013 in Lago di Tesero den 15. Platz im Mixed Teamsprint und den achten Platz im Sprint. Bei den U23-Weltmeisterschaften 2014 im Fleimstal gelang ihr der 27. Platz über 10 km klassisch und der 22. Rang im Skiathlon. Im Januar 2015 holte sie bei der Winter-Universiade 2015 in Štrbské Pleso die Silbermedaille mit der Staffel. Zudem wurde sie Siebte im Mixed Teamsprint und Sechste über 5 km klassisch. Im folgenden Monat erreichte sie bei den U23-Weltmeisterschaften 2015 in Almaty den 26. Platz im Skiathlon und den 12. Rang im Sprint und bei den Nordischen Skiweltmeisterschaften 2015 in Falun den 44. Platz im 30-km-Massenstartrennen, den 40. Rang im Sprint und den 12. Platz mit der Staffel. Im Weltcup beendete sie die Weltcup Minitour 2015 in Ruka auf dem 55. und im folgenden Jahr in Lillehammer auf dem 60. Platz. Dabei erreichte sie im November 2015 mit dem 38. Platz im Sprint ihr bestes Ergebnis im Weltcupeinzel. Bei der Winter-Universiade 2017 in Almaty gewann sie die Bronzemedaille im Sprint. Ihre besten Ergebnisse bei den Nordischen Skiweltmeisterschaften 2017 in Lahti waren der 45. Platz über 10 km klassisch, der 14. Platz im Teamsprint und der 12. Rang mit der Staffel. Letztmals im Weltcup startete sie im Dezember 2017 in Davos, wobei sie den 68. Platz im Sprint errang.